# Reading (Ohio)
Reading es una ciudad ubicada en el condado de Hamilton en el estado estadounidense de Ohio. En el Censo de 2010 tenía una población de 10385 habitantes y una densidad poblacional de 1.386,47 personas por km².

## Geografía
Reading se encuentra ubicada en las coordenadas 39°13′27″N 84°26′00″O / 39.22417, -84.43333. Según la Oficina del Censo de los Estados Unidos, Reading tiene una superficie total de 7.49 km², de la cual 7.49 km² corresponden a tierra firme y (0%) 0 km² es agua.

## Demografía
Según el censo de 2010, había 10385 personas residiendo en Reading. La densidad de población era de 1.386,47 hab./km². De los 10385 habitantes, Reading estaba compuesto por el 89.08% blancos, el 7.28% eran afroamericanos, el 0.13% eran amerindios, el 0.96% eran asiáticos, el 0.04% eran isleños del Pacífico, el 0.61% eran de otras razas y el 1.91% pertenecían a dos o más razas. Del total de la población el 1.69% eran hispanos o latinos de cualquier raza.